# 四川山梗菜
四川山梗菜（学名：Lobelia davidii var. sichuanensis）为桔梗科半边莲属下的一个变种。

## 扩展阅读
- 維基物種上的相關：四川山梗菜